# Maryna Gąsienica-Daniel
Maryna Gąsienica-Daniel, poljska alpska smučarka, * 19. februar 1994, Zakopane.
Za Poljsko je nastopila na zimskih olimpijskih igrah leta 2014 in 2018. Njena sestra Agnieszke Gąsienica-Daniel je tudi alpska smučarka.

## Rezultati svetovnega pokala

### Sezonske lestvice
| Sezona | Starost | Skupni seštevek | Slalom       | Veleslalom   | Superveleslalom | Smuk         | Alpska Kombinscija | Paralerna tekma |
| ------ | ------- | --------------- | ------------ | ------------ | --------------- | ------------ | ------------------ | --------------- |
| 2017   | 23      | 122.            | —            | —            | —               | —            | 50.                | N/A             |
| 2018   | 24      | 110.            | 47.          | —            | —               | —            | 42.                | N/A             |
| 2019   | 25      | 95.             | 57.          | 35.          | —               | —            | —                  | N/A             |
| 2020   | 26      | Ni nastopala    | Ni nastopala | Ni nastopala | Ni nastopala    | Ni nastopala | Ni nastopala       | Ni nastopala    |
| 2021   | 27      | 39.             | —            | 14.          | 51.             | —            | —                  | 9.              |

### Najboljši rezultati po disciplini
| Discipline         | Start | Top 30 | Top 15 | Stopniče | Zmage | Najboljši rezultat | Najboljši rezultat       | Najboljši rezultat |
| Discipline         | Start | Top 30 | Top 15 | Stopniče | Zmage | Datum              | Kraj                     | Mesto              |
| ------------------ | ----- | ------ | ------ | -------- | ----- | ------------------ | ------------------------ | ------------------ |
| Slalom             | 6     | 0      | 0      | 0        | 0     | 7. januar 2018     | Kranjska Gora, Slovenija | 47.                |
| Veleslalom         | 42    | 3      | 3      | 0        | 0     | 16. januar 2021    | Kranjska Gora, Slovenija | 10.                |
| Superveleslalom    | 12    | 1      | 0      | 0        | 0     | 10. januar 2021    | St. Anton, Avstrija      | 27.                |
| Smuk               | 0     | 0      | 0      | 0        | 0     |                    |                          |                    |
| Alpska kombinacija | 5     | 2      | 0      | 0        | 0     | 24. februar 2017   | Crans-Montana, Švica     | 26.                |
| Paralerna tekma    | 3     | 2      | 1      | 0        | 0     | 26. november 2020  | Lech/Zürs, Avstrija      | 9.                 |
| Skupaj             | 68    | 8      | 4      | 0        | 0     |                    |                          |                    |

## Rezultati svetovnega prvenstva
| Leto | Starost | Slalom  | Veleslalom | Superveleslalom | Smuk | Alpska kombinacija |
| ---- | ------- | ------- | ---------- | --------------- | ---- | ------------------ |
| 2013 | 18      | ODSTOP1 | 34.        | —               | —    | —                  |
| 2015 | 20      | 35.     | 38.        | 34.             | —    | —                  |
| 2017 | 22      | ODSTOP2 | 32.        | 32.             | —    | 23.                |
| 2019 | 24      | —       | 32.        | ODSTOP1         | —    | 21.                |
| 2021 | 26      | —       | 6.         | 27.             | —    | 12.                |

## Rezultati Olimpijskih iger
| Leto | Starost | Slalom  | Veleslalom | Superveleslalom | Smuk | Alpska Kombinacija |
| ---- | ------- | ------- | ---------- | --------------- | ---- | ------------------ |
| 2014 | 20      | ODSTOP1 | 32.        | ODSTOP1         | —    | —                  |
| 2018 | 24      | —       | 27.        | 26.             | 24.  | 16.                |

## Rezultati evropskega pokala

### Sezonska lestvica
| Sezona | Starost | Skupni seštevek | Slalom       | Veleslalom   | Superveleslalom | Smuk         | Alpska kombinacija |
| ------ | ------- | --------------- | ------------ | ------------ | --------------- | ------------ | ------------------ |
| 2013   | 23      | 167.            | —            | 74.          | —               | —            | —                  |
| 2014   | 23      | 176.            | —            | 72.          | —               | —            | —                  |
| 2015   | 23      | 126.            | —            | 52.          | —               | —            | —                  |
| 2016   | 23      | 66.             | —            | 22.          | —               | —            | 20.                |
| 2017   | 23      | 73.             | —            | 26.          | 61.             | —            | 36.                |
| 2018   | 24      | 25.             | —            | 12.          | 10.             | —            | 25.                |
| 2019   | 25      | 9.              | —            | 4.           | 22.             | —            | —                  |
| 2020   | 26      | Ni tekmovala    | Ni tekmovala | Ni tekmovala | Ni tekmovala    | Ni tekmovala | Ni tekmovala       |
| 2021   | 27      | 28.             | —            | 12.          | —               | —            | —                  |

### Zmage v evropskem pokalu
| Sezona | Datum             | Kraj                      | Disciplina |
| ------ | ----------------- | ------------------------- | ---------- |
| 2019   | 13. december 2018 | Andalo Paganella, Italija | Veleslalom |
| 2019   | 14. december 2018 | Andalo Paganella, Italija | Veleslalom |
| 2021   | 16. december 2020 | Hippach, Avstrija         | Veleslalom |
| 2021   | 17. december 2020 | Hippach, Avstrija         | Veleslalom |